# Bridge Football Club
El Bridge Boys FC es un equipo de fútbol de Nigeria que juega en la Liga Nacional de Nigeria, la segunda liga de fútbol más importante del país.

## Historia
Fue fundado en el año 1972 en la ciudad de Lagos con el nombre Julius Berger, el cual ganó la Liga Premier de Nigeria en 2 ocasiones y el torneo de copa en otras 2 oportunidades.
Hasta el 2006 competía en la Liga Premier de Nigeria hasta que en ese año descendiera, por lo que sus dueños tenían planes de desaparecer el equipo en el 2008; hasta que Mobolaji Johnson (un exgobernador de Lagos State) anunció en agosto del 2008 que había recursos financieros suficientes para mantener al equipo para la siguiente temporada.
En octubre del 2010 el equipo se rebautizó con el nombre Bridge Boys FC, nombre que tienen actualmente.

### Desafiliación
La Liga Nacional de Nigeria decidió desafiliar al Bridge Boys por el presunto arreglo de partidos en la temporada 2013 amparados en los reglamentos de la liga, con lo que sus partidos fueron cancelados.

## Palmarés
- Liga Premier de Nigeria: 2

1991, 2000
- Copa de Nigeria: 2

1996, 2002

## Participación en competiciones de la CAF
| Temporada | Torneo                            | Ronda            | Club                 | Casa | Visita | Global    |
| --------- | --------------------------------- | ---------------- | -------------------- | ---- | ------ | --------- |
| 1992      | Copa Africana de Clubes Campeones | 1                | Diables Noirs        | 4-0  | 1-2    | 5-2       |
| 1992      | Copa Africana de Clubes Campeones | 2                | Wydad Casablanca     | 0-0  | 1-2    | 1-2       |
| 1995      | Recopa Africana                   | 2                | AS Nianan            | 5-0  | 3-1    | 8-1       |
| 1995      | Recopa Africana                   | Cuartos de final | DC Motema Pembe      | 2-0  | 0-1    | 2-1       |
| 1995      | Recopa Africana                   | Semifinales      | Maxaquene            | 1-0  | 0-0    | 1-0       |
| 1995      | Recopa Africana                   | Final            | JS Kabylie           | 1-1  | 1-2    | 2-3       |
| 1997      | Recopa Africana                   | 1                | UNB FC               | 3-0  | 3-0    | 6-0       |
| 1997      | Recopa Africana                   | 2                | El Mansoura SC       | 0-0  | 0-2    | 0-2       |
| 2001      | Liga de Campeones de la CAF       | 1                | Sony Elá Nguema      | 5-0  | 3-0    | 8-0       |
| 2001      | Liga de Campeones de la CAF       | 2                | Villa SC             | 3-0  | 0-1    | 3-1       |
| 2001      | Liga de Campeones de la CAF       | Fase de grupos   | TP Mazembe           | 1-0  | 0-1    | 3.º Lugar |
| 2001      | Liga de Campeones de la CAF       | Fase de grupos   | Mamelodi Sundowns FC | 2-0  | 0-1    | 3.º Lugar |
| 2001      | Liga de Campeones de la CAF       | Fase de grupos   | Espérance ST         | 1-1  | 2-3    | 3.º Lugar |
| 2003      | Recopa Africana                   | 1                | US Bitam             | 4-0  | 4-0    | 8-0       |
| 2003      | Recopa Africana                   | 2                | CD Costa do Sol      | 3-1  | 1-1    | 4-2       |
| 2003      | Recopa Africana                   | Cuartos de final | Baladeyet El-Mahalla | 3-1  | 1-1    | 4-2       |
| 2003      | Recopa Africana                   | Semifinales      | APR FC               | 3-0  | 0-2    | 3-2       |
| 2003      | Recopa Africana                   | Final            | ES Sahel             | 2-0  | 0-3    | 2-3       |
| 2004      | Liga de Campeones de la CAF       | Preliminar       | ASFA Yennenga        | 0-0  | 2-3    | 2-3       |

## Jugadores

### Jugadores destacados
| - Moussa Latoundji - Kelvin Onosiughe - Oliver Makor - Chucks Nwoko - Oluwasegun Abiodun - David Adekola - Olatunji Adeola - Mutiu Adepoju - Yakubu Aiyegbeni - Muisi Ajao - Murphy Akanji - Robert Akaruye - Jonathan Akpoborie - Uche Akubuike - Emmanuel Amuneke - Kingsley Amuneke - Chidi Odiah | - Amir Angwe - Joseph Dosu - Ambrouse Duru - Ndubuisi Egbo - Chijioke Ejiogu - Prince Ikpe Ekong - Endurance Idahor - Odion Jude Ighalo - Kelechi Iheanacho - Uche Iheruome - Peter Ijeh - Garba Lawal - Peter Nieketien - Obinna Nwaneri - Christopher Ohen | - Gabriel Okolosi - Isaac Okoronkwo - Seyi Olajengbesi - Azubuike Oliseh - Sunday Oliseh - Alfred Omoefe - Romanus Orjinta - Uche Sherif - Ishola Shuaibu - Samson Siasia - Duke Udi - Shikoze Udoji - Mohammed Usman - Taribo West - Rashidi Yekini |